# List Hospitality Group

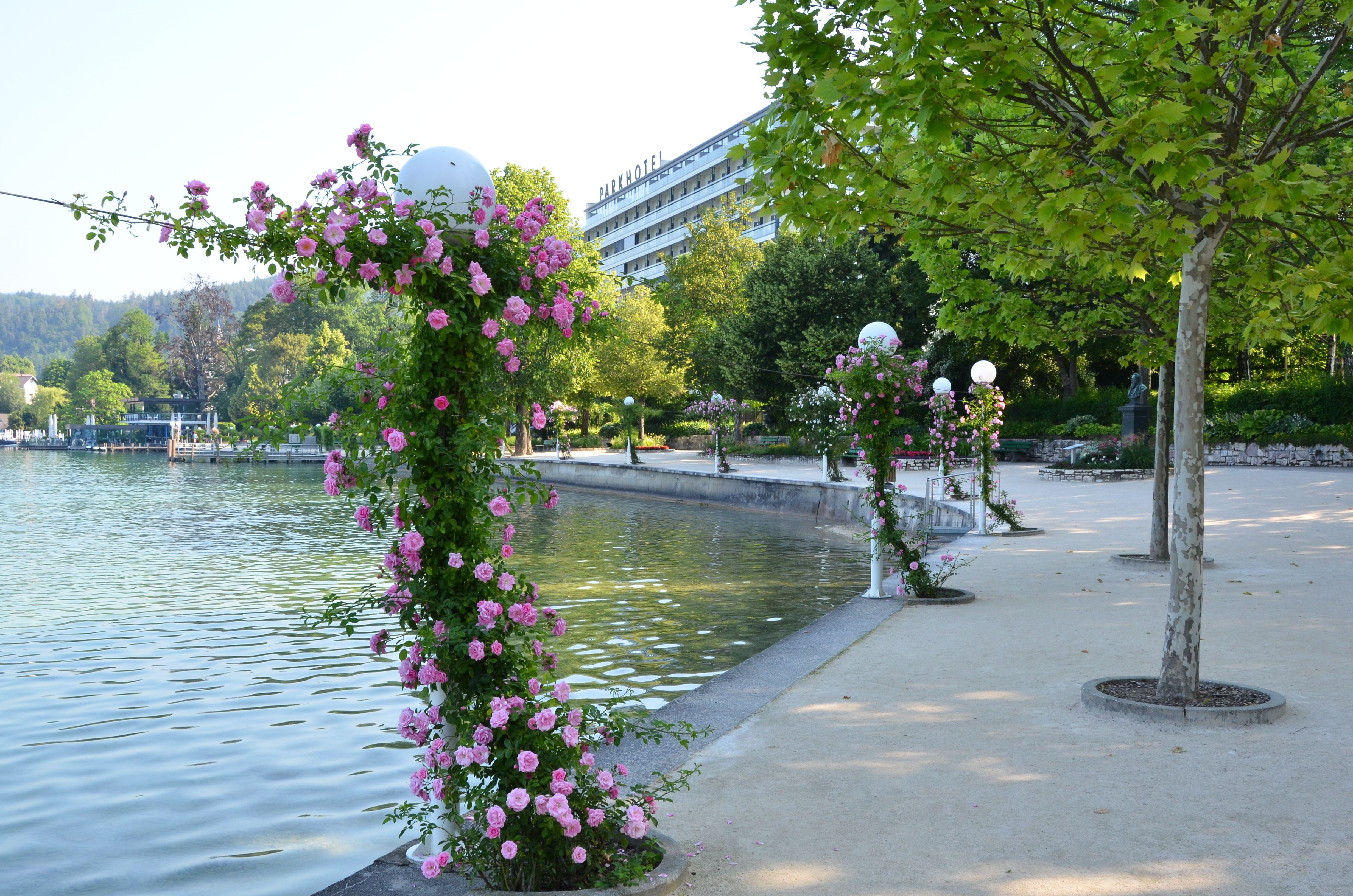
Parkhotel Pörtschach am Wörthersee

Die List Hospitality Group (LHG) ist eine Hotel- und Gastronomiekette im gehobenen Bereich, die Betriebe an mehreren Standorten in Österreich führt. Sie ist Teil der List Group, die Immobilien, Garagen und Handelsbetriebe besitzt und betreibt. Eigentümer ist Hans Christoph List, Erbe von Hans Pruscha (verstorben 1980).

## Hotels
Die LHG führt folgende Hotels:
- das Hotel Das Triest in Wien-Wieden,
- das Simm's Hotel in Wien-Simmering,
- das Apartmenthaus Singerstrasse 21/25 in Wien-Innere Stadt,
- das Parkhotel Pörtschach am Wörthersee und
- das Hotel Eden in Seefeld in Tirol.

Das Triest ist ein Design-Hotel im Freihausviertel, entworfen 1996 von Sir Terence Conran. Simm's Hotel, eröffnet im Dezember 2012, erhielt den Schorsch, einen Architekturpreis der Stadt Wien. Das Parkhotel Pörtschach am Wörthersee ist ein Design-Hotel der 1960er-Jahre, liegt in einem großen Park und hat vier Sterne. Es liegt am Hans-Pruscha-Weg, benannt nach dem Wiener Garagenbesitzer, der das Hotel 1969 vor dem Konkurs rettete und es 1972 zur Gänze übernahm.
Weiters bestehen Beteiligungen am Hotel Park Inn (Linz), am Austria Trend Hotel Europa (Graz) und am Radisson Blu Style Hotel (Wien).

## Gastronomie

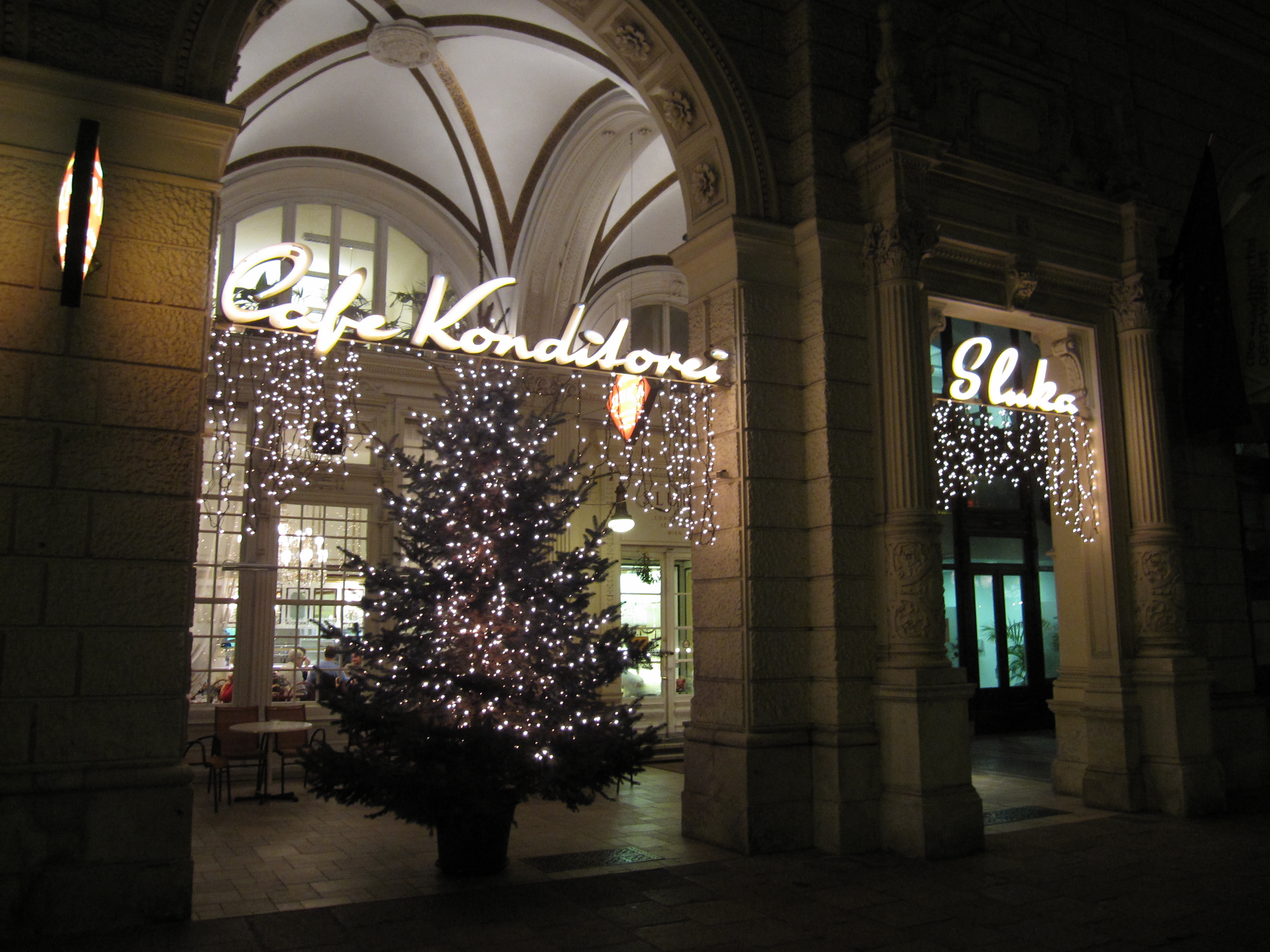
Wilhelm J. Sluka am Wiener Rathausplatz

Neben den Hotel-Restaurants betreibt die LHG folgende gastronomische Betriebe:
- Wilhelm J. Sluka, eine traditionsreiche Konditorei an zwei Standorten in Wien, am Rathausplatz (seit 1891) und in der Kärntner Straße (seit 2017)[1] und
- Strandleben, einen Sommerbetrieb in Pörtschach am Wörther See.

## Einzelnachweis
1. ↑  Karin Schuh: Kärntner Straße: Die Wiederentdeckung des Café Zwieback, in: Die Presse (Wien), 4. November 2017, Seite 10